# Hawa Mahal
Hawa Mahal (Tiếng Anh dịch là: "The Palace of Winds" hoặc "The Palace of Breeze" có nghĩa là "Cung điện của Gió") là một cung điện nổi tiếng nằm ở thành phố Jaipur, Ấn Độ, cách 300 kilômét từ thủ đô Delhi. Được xây dựng từ đá sa thạch đỏ và hồng, nó nằm ở rìa Cung điện Thành phố Jaipur và kéo dài đến tận Zenana, khu phòng cho phụ nữ.
Công trình được xây dựng vào năm 1799 bởi Maharaja Sawai Pratap Singh của Jaipur, cháu trai của Maharaja Sawai Jai Singh, người sáng lập ra thành phố Jaipur. Ông đã lấy cảm hứng từ kiến trúc độc đáo của Khetri Mahal để cho xây dựng cung điện lịch sử vĩ đại này. Nó được thiết kế bởi Lal Chand Ustad. Cấu trúc mặt ngoài của nó cao năm tầng giống như một tổ ong với 953 cửa sổ nhỏ được gọi là Jharokha, được trang trí bằng những đường lưới phức tạp. Mục đích ban đầu của thiết kế lưới này chính là để cho phép phụ nữ hoàng gia quan sát cuộc sống hàng ngày và các lễ hội được tổ chức trên đường phố bên dưới mà không bị trông thấy, vì họ phải tuân theo các quy tắc nghiêm ngặt "purdah", và bị cấm xuất hiện ở nơi công cộng nếu không che mặt. Đặc điểm kiến trúc này cũng cho phép không khí thoáng mát bởi hiệu ứng Venturi đi qua, khiến cho toàn bộ khu vực cung điện dễ chịu hơn trong những tháng mùa hè nóng nực. Nhiều người nhìn thấy Hawa Mahal từ đường phố và nghĩ rằng nó là mặt tiền của cung điện, nhưng thực chất đó là mặt sau.
Vào năm 2006, các công việc cải tạo Hawa Mahal đã được thực hiện sau khoảng thời gian 50 năm, nhằm nâng cấp di tích với chi phí ước tính khoảng 4,568 triệu Rupee. Các đoàn thể đã chung tay bảo tồn các di tích lịch sử ở Jaipur và Hawa Mahal được duy trì thông qua Quỹ Quản lý Tài sản UTI. Cung điện là một phần mở rộng của một khu phức hợp khổng lồ. Những bức bình phong chạm khắc bằng đá, khuôn cửa sổ nhỏ và mái vòm là một số đặc điểm của điểm du lịch nổi tiếng này. 

## Mô tả
Đây là một đài kỷ niệm hình kim tự tháp năm tầng, cao khoảng 15 mét. Tuy nhiên, ba tầng trên chỉ rộng bằng khoảng một căn phòng đơn, trong khi tầng đầu tiên và tầng thứ hai có hàng hiên phía trước. Nhìn từ đường phố, cấu trúc này giống như một tổ ong khổng lồ với các ô cửa sổ nhỏ. Mỗi ô cửa sổ được thu hẹp tầm nhìn bằng các cấu trúc dạng lưới bằng đá sa thạch được chạm khắc tinh xảo, các hình chạm đầu mái và mái vòm. Nó mang đến vẻ ngoài của số lượng lớn các khoang hình bát giác, tạo nét độc đáo cho công trình này. Bên trong nó bao gồm các phòng được xây dựng bởi các cột trụ và hành lang được trang trí đơn giản thông lên tầng trên cùng.